# Emiel Becquaert
Emiel Becquaert (Dessel, 1865 - Donk, 1932), is een Belgisch zakenman uit het begin van de twintigste eeuw.
Hij was eigenaar van de Sablières et Carrières Réunies (SCR), een zandwinningsbedrijf uit Mol, later gegroeid tot Sibelco.
Emiel Becquaert had verschillende broers en zussen, maar geen kinderen.
De stichting van Mol Donk, omstreeks 1900, wordt toegeschreven aan Emiel Becquaert in samenwerking met de pastoor van Achterbos.
Hij liet er een kerk bouwen, en dankzij Emiel Becquaert had het gehucht al redelijk snel een basisschool en later een kleuterschool.
In 1932 werd de reeds bestaande Nijverheidslaan omgedoopt tot Emiel Becquaertlaan.
In 1895 is hij medeoprichter van fanfare Concordia (nu Eendrecht Dessel).